# Henryk Kintopf
Henryk Kintopf (ur. 28 lub 29 listopada 1896 w Warszawie, zm. ?) – porucznik piechoty Wojska Polskiego, urzędnik samorządowy w II Rzeczypospolitej.

## Życiorys
Urodził się 28 lub 29 listopada 1896 w Warszawie jako syn Pauliny i Emila. Przed 1914 był członkiem Drużyny Strzeleckiej. Podczas I wojny światowej służył w Legionach Polskich i działał w Polskiej Organizacji Wojskowej. 16 sierpnia 1916 został ranny pod Jeziornem. Był wówczas żołnierzem 2 kompanii III batalionu 1 pułku piechoty.
Po odzyskaniu przez Polskę niepodległości został przyjęty do Wojska Polskiego. Został awansowany na stopień porucznika piechoty ze starszeństwem z dniem 1 czerwca 1919. W 1923 był oficerem 22 pułku piechoty w Siedlacach. W istocie od stycznia 1921 do listopada 1928 służył w Oddziale II Sztabu Generalnego Wojska Polskiego, przebywał na placówkach w Łotwie, Rosji i Estonii (tam kierował Placówką Wywiadowczą Rewal). W 1928 był przydzielony do Biuro Personalnego Ministerstwa Spraw Wojskowych. Z dniem 1 grudnia 1931 został przydzielony z dyspozycji Prezesa Rady Ministrów do dyspozycji Ministerstwa Spraw Wewnętrznych na okres sześciu miesięcy. Pozostawał wówczas w ewidencji 68 pułku piechoty we Wrześni. Z dniem 31 maja 1932 został przeniesiony do rezerwy z równoczesnym przeniesieniem w rezerwie do 19 pułku piechoty we Lwowie. W 1934 był oficerem rezerwowym 30 pułku Strzelców Kaniowskich i pozostawał wówczas w ewidencji Powiatowej Komendy Uzupełnień Warszawa Miasto III.
W czerwcu 1932 został mianowany radcą wojewódzkim w Urzędzie Wojewódzkim we Lwowie, delegowanym do Urzędu Wojewódzkiego w Warszawie. Od września 1932 do lutego 1935 pracował na tym stanowisku w Urzędzie Wojewódzkim w Kielcach. od lutego 1935 do sierpnia 1938 był starostą powiatu stolińskiego. We wrześniu 1938 został radcą w Oddziale Administracyjno-Prawnym Wydziału Ogólnego Urzędu Wojewódzkiego Poleskiego, 10 stycznia 1939 został przeniesiony do Wydziału Wojskowego tego Urzędu.
Zginął we wrześniu 1939.

## Ordery i odznaczenia
- Krzyż Niepodległości (17 marca 1932)[18]
- Krzyż Walecznych (dwukrotnie)
- Srebrny Krzyż Zasługi (10 listopada 1928)[19]